# Prothèse mammaire externe
Une prothèse mammaire externe est une prothèse qui se fixe sur la peau d'un côté du thorax pour simuler un sein. Elle est principalement utilisée comme dispositif médical (au sens de la législation française). Elle ne doit pas être confondue avec un implant mammaire qui est une prothèse interne posée sous la peau au cours d'un acte chirurgical. 

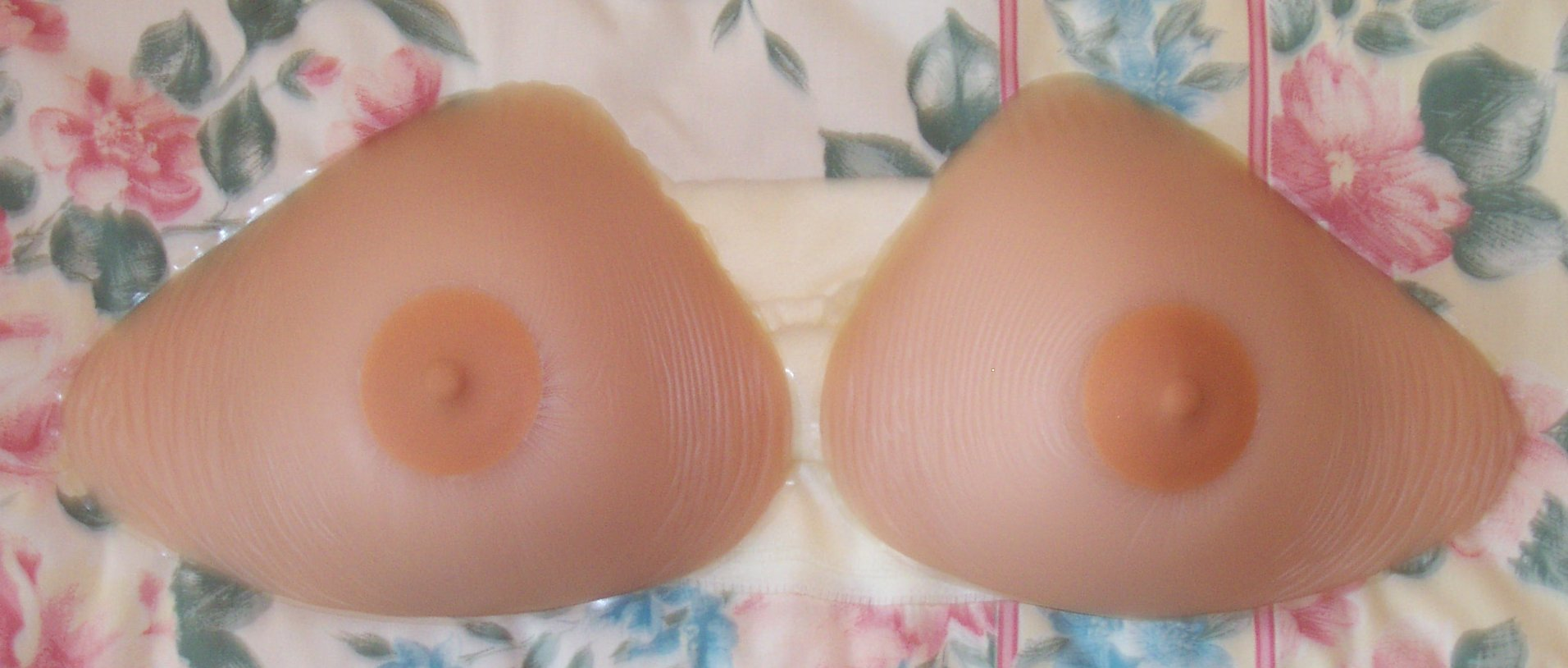
Paire de prothèses mammaires externes en silicone avec mamelons optionnels.

## Historique

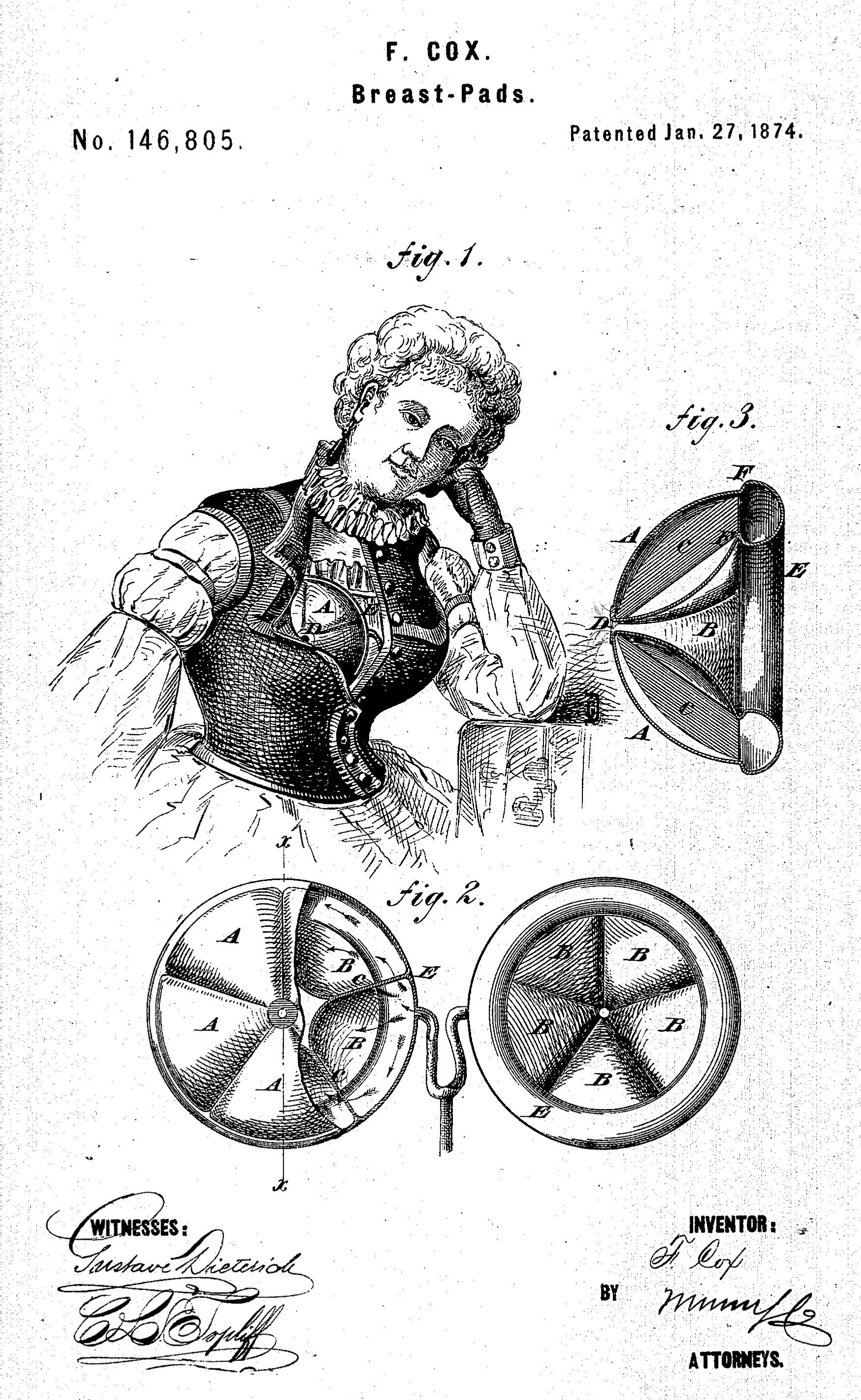
Illustrations de la première prothèse mammaire externe (gonflable) brevetée aux États-Unis par Frederick Cox le 27 janvier 1874.

Les prothèses mammaires externes apparaissent au XIXe siècle. Un brevet américain pour un « coussinet mammaire » a ainsi été délivré à Frederick Cox (no US 146805) en 1874. Son principe consistait en des coussinets en caoutchouc remplis d'air et enveloppés de coton (cf. illustrations ci-jointes annexées au dépôt de brevet).

## Description
On distingue selon leur nature trois types de prothèses mammaires externes complètes,. 
Il existe par ailleurs des prothèses partielles adaptées aux tumorectomies, elles redonnent du volume seulement en face de la zone du sein lésée par la chirurgie partielle. Quel que soit le type de prothèse externe leur durée de vie est limitée et elles doivent être renouvelées assez régulièrement. À noter que les prothèses liquides ne présentent plus d'intérêt compte tenu des autres types existants.
Il existe des prothèses avec ou sans dessin du mamelon (téton) et de différentes couleurs pour approcher les couleurs de peau,.

### Les prothèses externes transitoires

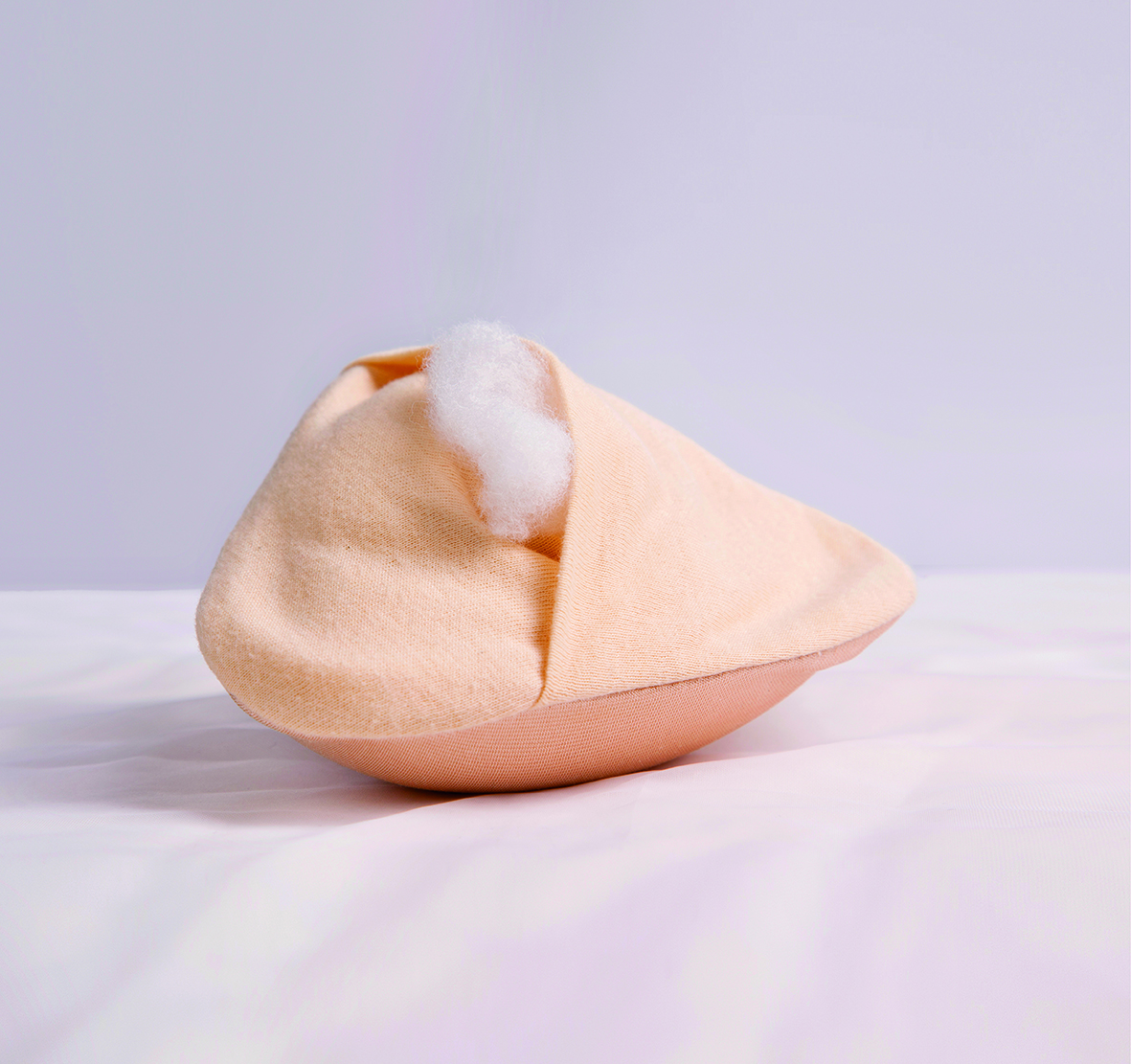
Exemple d'une prothèse transitoire de fabrication allemande, légère et souple, avec remplissage en fibre qui peut être adapté individuellement.

Ce sont les premières à pouvoir être utilisées après une chirurgie du sein (mastectomie ou tumorectomie) pendant les premières semaines et durant les deux mois suivants (temps nécessaire à la cicatrisation). Elles sont en textile garni de mousse et ne se fixent pas sur la poitrine (posées et non pas fixées). Elles peuvent être utilisées pendant la radiothérapie. Très confortables, elles se mettent à l'intérieur d'un soutien-gorge adapté à cet effet, muni d’une poche intérieure. 

### Les prothèses externes standards en silicone
Elles sont conçues de façon à avoir le même poids et la même apparence que le sein normal. Elles assurent un équilibre qui favorise le maintien, empêchent le soutien-gorge de remonter unilatéralement vers le haut et donnent une forme naturelle aux vêtements. Ces prothèses qui n’adhèrent pas à la peau se glissent dans un soutien-gorge normal ou post-mastectomie. Elles se portent à partir du troisième mois après l'opération. 

### Les prothèses externes techniques en silicone
Ces prothèses mammaires peuvent être équipées, ou non, d'un système d'adhésion à la peau. Elles peuvent être portées uniquement à partir du quinzième mois après l'opération et ne sont prescrites qu'en cas d'œdème, de lymphœdème, de douleurs vertébrales, de cicatrices irrégulières, d'adhérences cicatricielles, d'arthrose, de bouffées de chaleur ou d'hypersudation,,.

## Indications médicales
Les prothèses mammaires externes sont médicalement indiquées dans les circonstances suivantes : après mastectomie totale, lors d'une asymétrie congénitale ou acquise des seins (après tumorectomie par exemple), ou en présence d'une hypoplasie majeure ou de l'aplasie du sein,.

## Prises en charge en France
Les prix de vente respectifs des prothèses transitoires en textile et des prothèses externes standards en silicone sont limités par l'Assurance Maladie et correspondent au montant du remboursement.
Le remboursement par l'Assurance Maladie des prothèses externes techniques en silicone, est plafonné si elles sont prescrites par le médecin en présence de certains symptômes résiduels. En dehors d'une prescription médicale leur remboursement par l'Assurance maladie est partiel et laisse un reste à charge éventuellement remboursé par une mutuelle.

## Autres usages
Les personnes transgenres en phase pré-hormonale désirant se vêtir en femmes utilisent des prothèses mammaires externes afin de créer l'illusion de seins féminins.